# 인천산곡남초등학교
인천산곡남초등학교는 대한민국 인천광역시 부평구에 있는 공립 초등학교이다.

## 학교 연혁
- 1986. 01. 25 인천 산곡남초등학교 설립인가
- 1986. 03. 01 개교(14학급 편성 2-4학년), 초대 김호식 교장 취임
- 1989. 09. 27 개교식 거행
- 2006. 02. 16 제1회 졸업식(150명)
- 2007. 12. 01 산곡남 생태공원 준공식
- 2009. 10. 09 해·미 서랑 4,2실, 과학실 현대회 1.5실, 급식실 현대화 증축
- 2009. 02. 17 방과후학교 돌봄교실 1실 증축, 영어실험식 2실 증축
- 2011. 08. 03 제2과학실 1실 현대화 구축
- 2012. 09. 03 다목적 강당 신축
- 2012. 05. 18 Wee Class 설치
- 2012. 06. 23 교내 음악실 조성
- 2012. 08. 04 본교 승강기 준공
- 2012. 09. 06 교육지원청평가 유공학교 표창(학부모만족도 1위, 방과후만족도 1위)
- 2012. 12. 26 인천독서대상 수상(학교부문, 인천광역시교육청)
- 2012. 12. 31 교원업무경감 우수학교 표창(교육과학기술부)
- 2013. 02. 25 방과후 돌봄교실(예솔반) 1실 증축
- 2013. 04. 05 학교교육 환경개선 공사 준공(본과 내진설계 및 환경개선 공사)
- 2013. 06. 25 특수종일돌봄교실(한솔반) 1실 증축
- 2013. 11. 26 학교평가 교육성과부문 우수학교 표창(인천광역시교육청)
- 2013. 12. 31 기록물관리 최우수학교 표창(북부교육지원청)
- 2014. 02. 11 방과후 돌봄교실(진솔반) 1실 설치
- 2014. 12. 09 교육수요자만족도 최우수학교 표창(북부교육지원청)
- 2015. 02. 12 제27회 졸업식(125명 총 6,889명)
- 2015. 03. 01 제10대 김현숙 교장 취임
- 2015. 03. 01 30(2)학급 편성(남: 337, 여: 308 / 계 645명)
- 2019. 03. 01 제11대 박진수 교장 취임

## 참고 자료
- 인천산곡남초등학교 - 한국교육학술정보원 학교알리미